# Mantissa
Mantissa är decimaldelen av en logaritm, ett bråk mellan 0 och 1 (jämför karakteristika). I överförd bemärkelse används det även om värdesiffrorna i ett flyttal. Så om 
{\displaystyle x=m\cdot b^{e}}
kallas m mantissan eller taldelen.
Detta är en algebraisk form för logaritmer, när man använder logaritmlagar med avseende på multiplikation av logaritmer. Talet kan avskiljas i två beståndsdelar; karakteristisk eller heltalsdelen och mantissan eller bråktalsdelen. Då är mantissan en gemensam del i en serie som okar värdena med en faktor på 10.  																
Därmed medan det karakteristiska numret ökar, är mantissan oförändrad.																
Exempel på mantissa 3010																
Log 2     = 0,3010		(i en 10-log tabell)														
Log 20    = 1,3010																
Log 200   = 2,3010																
Log 2000  = 3,3010																
Log 20000 = 4,3010																

För att räkna värde logaritm för 200 kan talet avskiljas och skrivas om som: 100 x 2. Därmed kan man räkna ut tiologaritm värdet som resultat av adderar ihop det karakteristiska numret och mantissan:																
log (200) = log (100 x 2) = log (100) + log (2) = 2x log(10) + log(2)= karakteristisk + mantissa  = 2 + 0,3010= 2,3010																
och nästa i serien blir då:																
log (2000) = log (1000 x 2) = log (1000) + log (2) = 3x log(10) + log(2)= karakteristisk + mantissa  = 3 + 0,3010= 3,3010																